# Pyra Labs
Pyra Labs（パイララボ）は、かつて存在したアメリカ合衆国の企業。レンタルブログサービス「Blogger」の開発元であり、その後Googleによって買収された。

## 歴史
1999年にエヴァン・ウィリアムズとメグ・ホウリハンが設立した。最初に開発した製品は「Pyra」と呼ばれるものであり、プロジェクトマネージャー、連絡先マネージャー、To-Do リストを組み合わせたウェブアプリケーションであった。また、ジャック・ドーシーがウェブページ上で動作するようFTPプログラムを変更し、ユーザーがウェブページのブログにアップロードできるようにした。当初はベータ版であったが、Pyraの基礎部分が社内ツールに再利用されたことから「Blogger」となり、1999年8月に一般公開された。これらのコーティングの大半は、パウル・バウシュとマシュー・ホーヒーによって行われた。
2003年2月、Pyra LabsはGoogleによって買収された。約1年後、ウィリアムズはGoogleを退社した。